# Перевёрнутая H с рыболовным крюком и ретрофлексным крюком
ʯ (перевёрнутая H с рыболовным крюком и ретрофлексным крюком) — буква расширенной латиницы, используемая в синологии для обозначения звука [ʐ̩ʷ].

## Использование
ʯ используется в синологии для обозначения гласного заднего ряда, артикулированного как апикальный фрикативный ретрофлексный согласный, то есть огублённого слогового звонкого ретрофлексного спиранта, в МФА обычно обозначаемого как [ʐ̩ʷ]. Данный символ был введён в Китае немецкими лингвистами в 1950-е годы. Он создан на основе других символов МФА и одновременно является соединением йоты (для закрытого согласного), зеркальной R (для апикально-альвеолярного произнрошения) и U (для огублённого произношения) с ретрофлексным крюком (для ретрофлексного произношения). Неогублённый эквивалент буквы ʯ в синологии — ʅ.